# Laticoleus mobilis
Laticoleus mobilis là một loài tò vò trong họ Ichneumonidae.